# Phyllangium sulcatum
Phyllangium sulcatum är en tvåhjärtbladig växtart som beskrevs av C.R. Dunlop. Phyllangium sulcatum ingår i släktet Phyllangium och familjen Loganiaceae. Inga underarter finns listade i Catalogue of Life.